# Váh pri Hlohovci
Váh pri Hlohovci este o arie protejată (arie specială de conservare — SAC, sit de importanță comunitară — SCI) din Slovacia întinsă pe o suprafață de 123,66 ha, integral pe uscat.

## Localizare
Centrul sitului Váh pri Hlohovci este situat la coordonatele 48°29′16″N 17°48′25″E / 48.487767°N 17.806996°E.

## Înființare
Situl Váh pri Hlohovci a fost declarat sit de importanță comunitară în septembrie 2015 pentru a proteja 2 specii de animale. Situl a fost protejat și ca arie specială de conservare în octombrie 2017.

## Biodiversitate
Situată în ecoregiunea alpină, aria protejată conține 2 habitate naturale: Râuri cu maluri nămoloase cu vegetație de Chenopodion rubri p.p. și Bidention p.p., Lacuri eutrofice naturale cu vegetație de tip Magnopotamion sau Hydrocharition.
La baza desemnării sitului se află mai multe specii protejate de  pești (2): avat (Aspius aspius), Romanogobio albipinnatus.